# NGC 5407
NGC 5407 ist eine linsenförmige Galaxie vom Hubble-Typ S0 im Sternbild Jagdhunde. Sie ist schätzungsweise 245 Millionen Lichtjahre von der Milchstraße entfernt.
Das Objekt wurde am 16. Mai 1787 von dem deutsch-britischen Astronomen Wilhelm Herschel entdeckt.